# 格倫伍德 (密蘇里州)
格倫伍德（英語：Glenwood）是位於美國密蘇里州斯凱勒縣的村。

## 人口
根據2020年美國人口普查的數據，格倫伍德的面積為1.92平方千米，當中陸地面積為1.91平方千米，而水域面積為0.01平方千米。當地共有人口181人，而人口密度為每平方千米94人。